# Czystek kreteński
Czystek kreteński (Cistus creticus L.) – gatunek roślin należący do rodziny czystkowatych (posłonkowatych) (Cistaceae). Rośnie dziko w Afryce Północnej (Algieria, Libia, Maroko, Tunezja), Azji Zachodniej (Cypr, Izrael, Jordania, Liban, Syria, Turcja), na Kaukazie w Gruzji oraz w południowej i wschodniej Europie (Albania, Bułgaria, dawna Jugosławia, Grecja, Krym, Włochy, Francja, Portugalia, Hiszpania). 

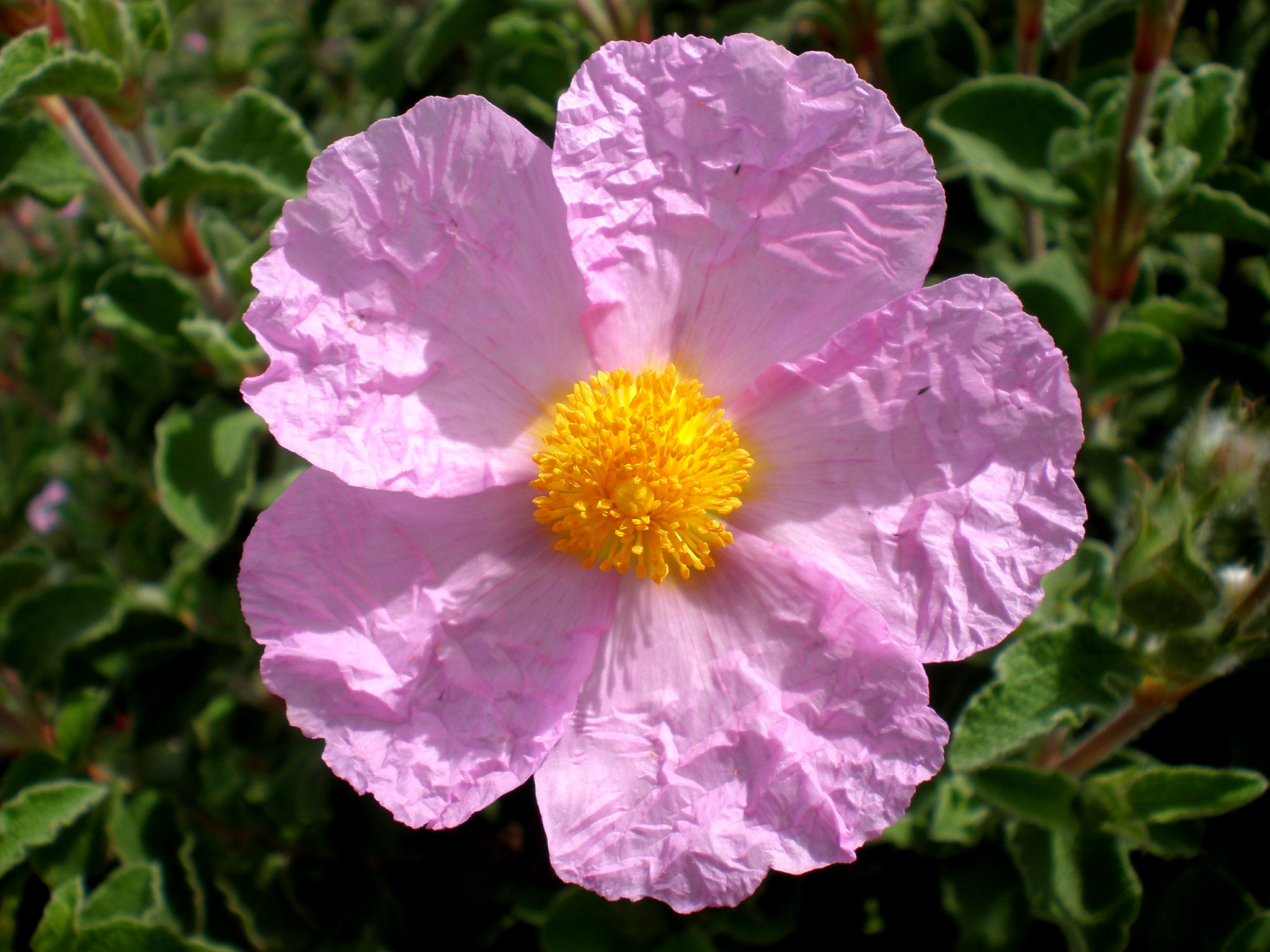
Kwiat

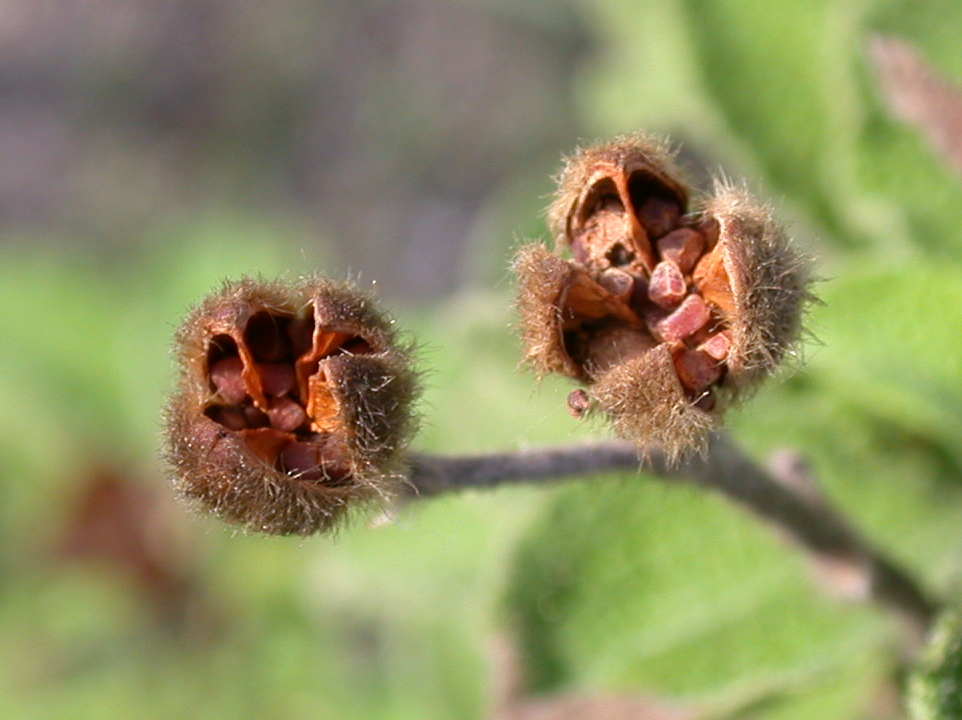
Owoce

## Zastosowanie
- Otrzymuje się z niego ladanum. W Księdze Rodzaju cytowane jest hebrajskie słowo lōţ, tłumaczone później na ladanum, a w Biblii Tysiąclecia jako żywica. Słowo lōţ pojawia się w dwóch miejscach: „Kiedy potem zasiedli do posiłku, ujrzeli z dala idących z Gileadu kupców izmaelskich, których wielbłądy niosły wonne korzenie, żywicę i olejki pachnące, szli oni do Egiptu” (Rdz 37,25) oraz: „Zabierzcie jednak w wasze wory to, co w naszym kraju jest najcenniejszego i zanieście owemu człowiekowi w darze: nieco wonnej żywicy, nieco miodu, wonnych korzeni, olejków, owoców, pistacji i migdałów” (Rdz 43,11). Zdaniem większości badaczy roślin biblijnych wymienione w Biblii ladanum pochodzi od czystka kreteńskiego, lub czystka szarego (Cistus × incanus), obydwa te gatunki występują bowiem w Palestynie[6].
- Roślina lecznicza, surowcem są suszone liście. W tradycyjnej medycynie ludowej krajów w basenie Morza Śródziemnego czystek kreteński był używany w leczeniu chorób przeziębieniowych, takich, jak: chrypka, zapalenie gardła i oskrzeli, zapalenie krtani, przeziębienie, angina, zapalenie płuc i oskrzeli, a także bóle stawów i infekcje układu moczowego. Opublikowane w 1997 r. badania greckich naukowców wykazały przeciwbakteryjne właściwości olejku eterycznego z czystka kreteńskiego. W 2010 r. wyniki tych badań zostały potwierdzone przez naukowców niemieckich[7].